# Вандем'єр
Вандем'є́р (фр. vendémiaire фр. вимова: [vɑ̃demjɛʁ], від лат. vindemia — «збирання винограду») — перший місяць (19/20 вересня — 21/22 жовтня) французького республіканського календаря, що діяв з жовтня 1793 по 1 січня 1806.
Як і всі місяці французького республіканського календаря, вандем'єр складався з 30 днів, що поділялися на 3 декади. Кожен день мав назву сільськогосподарської рослини, крім п'ятого та десятого дня, що мали назву свійської тварини або сільськогосподарського приладу відповідно.